# XL edició dels Premis Ariel
La XL edició dels Premis Ariel, organitzada per l'Acadèmia Mexicana d'Arts i Ciències Cinematogràfiques (AMACC), es va celebrar el 14 de desembre de 1998 a Ciutat de Mèxic per celebrar el millor del cinema durant l'any anterior. Durant la cerimònia, l’AMACC va lliurar el premi Ariel a 26 categories en honor de les pel·lícules estrenades el 1997.

## Premis i nominacions
Nota: Els guanyadors estan llistats primer i destacats en negreta.⭐
| Millor pel·lícula - Por si no te vuelvo a ver – Centro de Capacitación Cinematográfica ⭐ - De noche vienes, Esmeralda – Monarca Producciones - Elisa antes del fin del mundo – Televicine                        | Millor direcció - Juan Pablo Villaseñor – Por si no te vuelvo a ver ⭐ - Juan Antonio de la Riva – Elisa antes del fin del mundo - Jaime Humberto Hermosillo – De noche vienes, Esmeralda                                         |
| Millor actor - Jorge Galván – Por si no te vuelvo a ver com Bruno ⭐ - Martín Altomaro – Libre de culpas com Juan - Claudio Obregón – De noche vienes, Esmeralda com Víctor Solorio                               | Millor actriu - Leticia Huijara – Por si no te vuelvo a ver com Margarita ⭐ - Sherlyn González – Elisa antes del fin del mundo com Elisa - María Rojo – De noche vienes, Esmeralda com Esmeralda Loyden Monroy                   |
| Millor coactuació masculina - Max Kerlow – Por si no te vuelvo a ver com Gonzalo ⭐ - Roberto Cobo – De noche vienes, Esmeralda com Virginio Lara - Justo Martinez – Por si no te vuelvo a ver com Óscar Martínez | Millor coactuació femenina - Martha Navarro – De noche vienes, Esmeralda com Lucita ⭐ - Zaide Silvia Gutiérrez – Por si no te vuelvo a ver com Infermera Silvia - Angelina Peláez – Por si no te vuelvo a ver com Diana Menchaca |
| Millor actor de repartiment - Ignacio Retes – Por si no te vuelvo a ver com Poncho ⭐ - Juan Carlos Colombo – Alta tensión - Tito Vasconcelos – De noche vienes, Esmeralda com Josefa/Josefo                      | Millor actriu de repartiment - Blanca Torres – Por si no te vuelvo a ver com Rosita ⭐ - Ana Bertha Espín – Por si no te vuelvo a ver com Director de l’Asil - Ana Ofelia Murguía – De noche vienes, Esmeralda com Beatriz        |
| Millor argument original - Por si no te vuelvo a ver – Juan Pablo Villaseñor ⭐ - Elisa antes del fin del mundo – Paula Markovitch - ¿Quién diablos es Juliette? – Carlos Marcovich                               | Millor guió adaptat - De noche vienes, Esmeralda – Jaime Humberto Hermosillo per De Noche Vienes de Elena Poniatowska ⭐ - Libre de culpas – Marcel Sisniega - Por si no te vuelvo a ver – Juan Pablo Villaseñor                  |
| Millor fotografia - Libre de culpas – Serguei Saldívar Tanaka ⭐ - De noche vienes, Esmeralda – Xavier Pérez Grobet - ¿Quién diablos es Juliette? – Carlos Marcovich                                              | Millor edició - ¿Quién diablos es Juliette? – Carlos Marcovich ⭐ - Katuwira: Donde Nacen y Mueren los Sueños – Carlos Bolado - Libre de culpas – Sigfrido Barjau                                                                 |
| Millor escenografia - De noche vienes, Esmeralda – Carlos Herrera i Lourdes Almeida ⭐ - Elisa antes del fin del mundo – Alberto Villaseñor i Ángeles Martínez - Por si no te vuelvo a ver – Guillermo Rodríguez  | Millor banda sonora - Libre de culpas – Zbigniew Paleta ⭐ - Por si no te vuelvo a ver – Tito Enríquez - ¿Quién diablos es Juliette? – Alejandro Marcovich                                                                        |
| Millor tema musical - Libre de culpas – Zbigniew Paleta ⭐ - Alta Tensión – Armando Manzanero - ¿Quién diablos es Juliette? – Benny Ibarra                                                                        | Millor so - Elisa antes del fin del mundo – Miguel Sandoval i Nerio Barberis ⭐ - De noche vienes, Esmeralda – Antonio Diego - ¿Quién diablos es Juliette? – Antonio Diego i Juan Carlos Prieto                                   |
| Millor ambientació - De noche vienes, Esmeralda – Claudio Pache Contreras i Lourdes Almeida ⭐ - Libre de culpas – Miguel Ángel Álvarez - Por si no te vuelvo a ver – Rocío Ramírez                               | Millor vestuari - De noche vienes, Esmeralda – Lourdes Almeida ⭐ - Katuwira: Donde Nacen y Mueren los Sueños – Nancy Romero - Por si no te vuelvo a ver – Verónica Telch                                                         |
| Millor maquillatge - Katuwira: Donde Nacen y Mueren los Sueños – Alfredo Tigre Mora ⭐ - De noche vienes, Esmeralda – Georgina Miranda - Por si no te vuelvo a ver – Diana Byrne                                  | Millors efectes especials - Katuwira: Donde Nacen y Mueren los Sueños – Federico Farfán ⭐ - De noche vienes, Esmeralda – Alejandro Vázquez - Elisa antes del fin del mundo – Alejandro Vázquez                                   |
| Millor opera prima - ¿Quién diablos es Juliette? – Carlos Marcovich ⭐ - Libre de culpas – Marcel Sisniega - Por si no te vuelvo a ver – Juan Pablo Villaseñor                                                    | Millor curtmetratge de ficció - Sonríe – Lorenza Manrique ⭐ - Martimonio – Enrique Arroyo - Pasajera – Jorge Villalobos |
| Millor curtmetratge documental - José Barrientos – Juan Carlos Carrasco ⭐ - Al Viaje de Juana – Adele Schmidt - ¡Ojalá que te mueras! – Karl Lenin González                                                      | Millor llargmetratge documental - (No atorgat) |
| Millor migmetratge de ficció - (No atorgat) | Ariel d'or - Janet Alcoriza ⭐ - Rafael Leal ⭐ |
| Medalla Salvador Toscano - Tomás Pérez Turrent ⭐ | Reconeixement especial - Santo golpe de Dominique Jonard ⭐ - Fernando Morales Ortiz ⭐ |